# Ahmet Daca
Ahmet Daca lub Ahmet Aga (ur. w Novim Pazarze, zm. 1945 w pobliżu tego miasta) – serbski polityk pochodzenia albańskiego.

## Życiorys
W 1941 roku zaczął pełnić funkcję burmistrza serbskiego dystryktu Novi Pazar.
W 1945 roku został zabity przez jugosłowiańskich partyzantów.